# Миколаївське адміралтейство
Микола́ївське адміралте́йство (також Микола́ївська верф, верф на Інгу́лі, Усть-Інгу́л або Нова́ верф) — колишній центр військового кораблебудування в місті Миколаєві, що розташовувався на березі річки Інгул.
Утворене у 1788 році за наказом Григорія Потьомкіна і включало в себе корабельні, майстерні, склади для будівництва, спорядження та ремонту військових кораблів, допоміжні служби й підрозділи.

## Історія

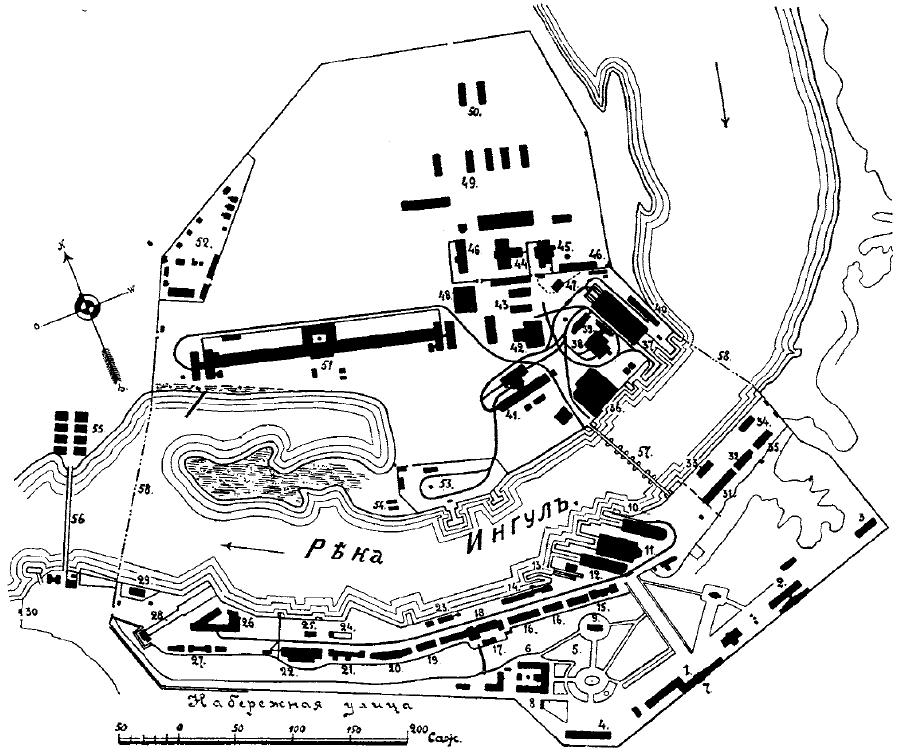
Схема Миколаївського адміралтейства, приведена у 1911—1915 роках

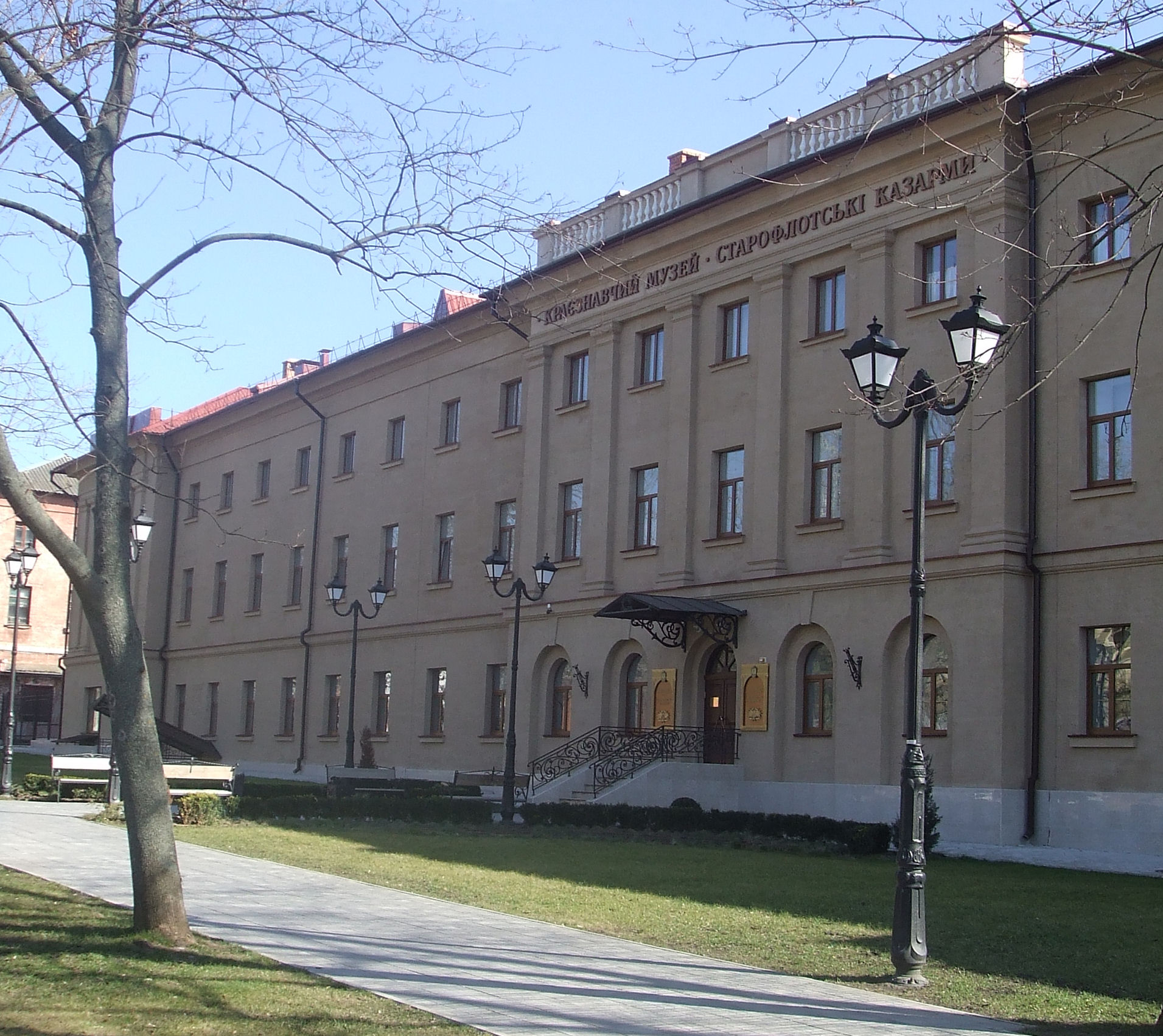
Старофлотські казарми адміралтейства, де нині розмоіщується Миколаївський обласний краєзнавчий музей

### Заснування
За Кючук-Кайнарджійським мирним договором, укладеним після завершення російсько-турецької війни 1768—1774 років, Російська імперія отримала можливість безперешкодно пересуватися Азовським і Чорним морями, а її кордони присунулися до Південного Бугу. Для утримання цієї території та остаточного захоплення земель Північного Причорномор'я, Чорноморський флот почав розбудовуватися спочатку на Донській верфі у Таганрозі, а з 1778 року — у Херсоні.
У період чергової російсько-турецької війни 1787—1792 років виникла потреба поповнити флот великими кораблями і постало питання про будівництво нової верфі у безпосередній близькості до театру військових дій.
Крім того, майже за десять років після заснування Херсонської верфі Григорій Потьомкін зрозумів, що місце для міста і верфі було обрано невдало. По-перше, місце знаходилося далеко від моря — аби вивести збудований корабель до лиману, було необхідно подолати більше 30 кілометрів доволі вузького Дніпра. По-друге, місце було гнилим — навколо міста розташовується маса островів і плавнів, покритих суцільним очеретом, що призводило до шкідливих випарів і хвороб, серед яких болотна лихоманка. По-третє, дрібноводні піщані бари в гирлі Дніпра, які неможливо було прибрати, оскільки вони щороку наносилися потужною течією річки наново, змушували проводити кораблі з Херсону до лиману на камелях, що було важко і дорого. І по-четверте, навесні частина міста та діючого адміралтейства затоплювалися сильним паводком.
Пошуки місця для нової верфі Потьомкін доручив своєму найближчому помічнику, Михайлу Фалєєву. За співпадінням обставин, в цей час до російської влади з протестом звернувся австрійський підданий Франц Фабр, що володів майже усім півостровом, оточеним Південним Бугом і Інгулом, і жалівся на розорення власного маєтку та убивство його служниці турками, що жили на протилежному березі в Караньє-Кірі (сьогодні — село Велика Корениха).
Поки Фалєєв залагоджував інцидент з турецькою стороною, він також обстежив гирло Інгула. Повернувшись, Фалєєв доповів Потьомкіну, що в гирлі річки є гарне місце для корабельної верфі, на що було видано негайне розпорядження князя про заснування нової корабельні. Тоді з'ясувалося, що земля виявилася приватною, оскільки кілька років сам Потьомкін і розпорядився продати її Францу Фабру. Не вважаючи це вартим уваги, Потьомкін анулював купчі права Фабра і волів викупити землі назад у скарбницю. Внаслідок такого розпорядження Катеринославське намісництво 2 вересня 1787 року визначило виключити з володінь Фабра відведену раніше землю і передати її до скарбниці.
27 червня 1788 року Потьомкін своїм ордером доручив штурману Микиті Гур'єву виміряти глибину Інгула «від гирла його до того місця, доки він судноплавний», а також помітити місце, «де елінги бути зручно зможуть».
21 липня того ж року за наказом Катеринославського генерал-губернатора Григорія Потьомкіна в гирлі річки Інгул було закладено першу казенну корабельню, що фактично і стало моментом утворення Миколаївського адміралтейства. Оскільки адміралтейство знаходилось на відстані в 60 кілометрів від гирла Південного Бугу, воно стало добре захищеною базою для будівництва і ремонту військових кораблів Чорноморського флоту Російської імперії. Згадуючи місце верфі, Потьомкін неодноразово використовував різні топоніми для її назви, як-от верф на Інгулі, Усть-Інгул, Нова верф, Миколаївська верф тощо. Остаточна назва закріпилася за корабельнею не раніше жовтня 1790 року, коли Миколаїв вже офіційно отримав статус міста.
Першим керівником адміралтейства призначено бригадира та оберштернкрігскомісара Михайла Фалєєва. 29 квітня 1790 року Потьомкін своїм ордером наказав Фалєєву «приписати, щоби усі майстерні в Миколаєві збудовані були замком, що і складатиме адміралтейство».

### Початок кораблебудування
5 січня 1790 року на корабельні Миколаївського адміралтейства корабельними майстрами Олександром Соколовим та Іваном Должніковим було закладено перший корабель — 44-гарматний фрегат «Святий Миколай», спущений на воду вже 25 серпня тоого ж року. Наступного року на воду спущено два фрегати: 55-гарматний «Григорій Великої Вірменії» та 26-гарматний «Легкий». Подальший розвиток кораблебудування надав верфі значення основної бази кораблебудування Чорноморського флоту Російської імперії.
У 1794 році спущено на воду 90-гарматний лінійний корабель «Святий Павло» — флагманський корабель ескадри віцеадмірала Ф. Ф. Ушакова під час Середземноморського походу. 
Загалом в період з 1816 по 1833 роки на Миколаївському адміралтействі було збудовано 114 великих та малих військових кораблів, серед яких спущений на воду у 1820 році перший колісний дерев'яний пароплав «Везувій» та перший на Чорному морі озброєний 14-гарматний пароплав «Метеор», спущений 1825 року.
У 1829 році Херсонське адміралтейство було остаточно скасовано, а всі його служби та команди переведено до Миколаївського адміралтейства.
Протягом 1830—1840-х років за наказом віцеадмірала Михайла Лазарєва проведено реконструкцію адміралтейства. Збудовано дах на існуючих та трьох нових елінгах, ливарний і канатний заводи, кузні, артилерійська шлюпочна та щоглова майстерні, три триповерхові казарми на 3,6 тисячі чоловік. Довкола адміралтейства за проєктом архітектора Карла Акройда в стилі класицизму та ампіру зведено кам'яний мур та головні ворота.

### Після російсько-турецької війни
У 1856 році, після підписання Паризького мирного договору, Російській імперії заборонялось мати військовий флот на Чорному морі. У зв'язку з цим, штати адміралтейства було суттєво скорочено: з чотирьох робочих екіпажів залишився лише один у складі 1088 майстрових при 16 офіцерах. Крім того, було сформовано машинно-робочий екіпаж чисельністю 654 особи. У вересні того ж року на воду спущено перший залізний пароплав на Чорному морі «Інкерман» за проектом інженера-поручника П. Александрова.
У 1860 році кораблебудівний департамент повідомив про набір учнів до Миколаївського адміралтейства. В учні приймались особи чоловічої статі віком від 14 років. Термін навчання — 5 років з поденною оплатою: учням 1—2 року — 20 копійок, 3—4 року — 30 копійок, 5 року — 50 копійок. Наступного року на адміралтействі встановлено 10-годинний робочий день, що починався о 5 годині ранку.
Після відмови у 1871 році Російською імперією виконувати пункт Паризького договору, що стосується заборони мати військовий флот на Чорному морі, діяльність верфі значно пожвавилась. Розпочались підготовчі роботи до будівництва панцерників на Чорному морі. Вже у 1873 році на воду спущено «Новгород» — панцерник берегової охорони типу «Поповка» за проєктом інженера Андрія Попова. У 1875 році спущено другий панцерник «Віцеадмірал Попов», для будівництва якого у елінгу № 7 довелося подовжити й розширити стапель.
Протягом наступних десятиріч зі стапелів Миколаївського адміралтейства зійшли панцерники «Катерина II», «Ростислав», «Князь Потьомкін-Таврійський», «Три святителі», крейсер «Кагул», мінний крейсер «Капітан Сакен» та низка інших військових кораблів.
Наприкінці XIX століття адміралтейство опинилосья у скрутному становищі через відсутність своєчасної модернізації виробництва, через що на місці застарілих корпусів було вирішено побудувати новий завод і сухі доки в районі Соляних хуторів. 
Проте від цих планів довелося відмовились, коли геологічні вишукування, здійснені на місці розташування сухих доків, дали негативні результати. В 1910 році адміралтейство було ліквідовано, а 20 серпня 1911 року на його базі утворено завод Російського суднобудівного товариства («Руссуд») із правлінням у Санкт-Петербурзі.

## Цікаві факти
- У другій половині XIX століття різьбяр Миколаївського адміралтейства М. Юдін за малюнком скульптора Михайла Микешина виготовив дерев'яну модель погруддя матроса Гната Шевченка. За цією моделлю було відлито і 26 серпня 1874 року урочисто відкрито перший в Російській імперії пам'ятник нижньому чину.

- Із будівель Миколаївського адміралтейства на вулиці Адміральській найбільш відомі збудовані у 1848 році старі ворота верфі та управління Миколаївського суднобудівного заводу, зведене 1951 року, яке помилково називають адміралтейством.

- В частині будівель Старофлотських казарм нині розміщується Миколаївський обласний краєзнавчий музей.